# FSG Dynamo Frankfurt
Dynamo Frankfurt war eine Polizeisportgemeinschaft in der brandenburgischen Stadt Frankfurt (Oder). Nach mehreren Namenswechseln trat sie ab 1966 als Fußball-Sportgemeinschaft Dynamo Frankfurt auf. 1971 ging sie durch Fusion in die SG Dynamo Fürstenwalde auf.

## Geschichte
Unter den Aufsteigern in die viertklassige Bezirksklasse Brandenburg Staffel Nordost befand sich 1950 die Sportgemeinschaft der Deutschen Volkspolizei Frankfurt/Oder (kurz SG der DVP Frankfurt). Obwohl die Volkspolizisten am Ende der Saison 1950/51 Tabellenletzter waren, behielten sie für die Spielzeit 1951/52 ihren Platz in der Bezirksklasse, da diese von vier auf fünf Staffeln erweitert worden war. Diesmal wurde die SG DVP Staffelsieger. Da 1952 in der DDR die Länder abgeschafft und Bezirke eingerichtet wurden, musste der DDR-Fußball sein Ligensystem anpassen. So stieg der Staffelsieger nicht in die Landesklasse Brandenburg, sondern in die neue drittklassige Bezirksliga Frankfurt auf. Während der Saison 1952/53 wurde der Name der Sportgemeinschaft in Dynamo Frankfurt geändert, und sie wurde am Ende Dritter. 1957 reichte ein zweiter Platz zum Aufstieg in die 1955 gegründete drittklassige II. DDR-Liga. Dort spielte die SG Dynamo von 1958 bis zur Saison 1961/62 (Rückkehr zum Sommer-Frühjahr-Spielrhythmus). 1957 wurde Dynamo Frankfurt Bezirkspokalsieger, scheiterte aber im folgenden FDGB-Pokal-Wettbewerb 1958 bereits in der 1. Zwischenrunde. 1961/62 kam Dynamo in seiner Staffel auf dem Aufstiegsplatz zwei ein.
Den Platz in der I. DDR-Liga nahm jedoch der 1961 gegründete SC Frankfurt ein, der am 1. Juli 1962 die 1. Mannschaft der SG Dynamo Frankfurt übernommen hatte. Die in der Bezirksliga Frankfurt spielende 2. Mannschaft spielte ab 1961/62 als 1. Mannschaft der SG Dynamo Frankfurt. Diese hatte bis 1971 einen Stammplatz in der Bezirksliga. Ab 1965 spielte die SG Dynamo gemeinsam mit dem abgestiegenen SC Frankfurt in der Bezirksliga.
Am 8. Januar 1966 übernahm Dynamo Frankfurt die Fußballsektion des SC Frankfurt und spielte von da an unter dem Namen Fußball-Sportgemeinschaft Dynamo Frankfurt (Oder) – kurz FSG Dynamo Frankfurt. 1967 wurde sie Bezirksmeister, scheiterte aber in der Aufstiegsrunde zur DDR-Liga. 1968 wurde Dynamo Frankfurt zum zweiten Mal Bezirkspokalsieger, scheiterte aber erneut in der ersten Runde. 1970/71 erreichte die FSG Platz zwei in der Bezirksliga, der zum Aufstieg in die DDR-Liga berechtigte. Wie schon 1962 wurde erneut in das Mannschaftsgefüge eingegriffen, die FSG wurde zum Bezirksligisten SG Dynamo Fürstenwalde/Bad Saarow delegiert, der nach einer weiteren Fusion mit der TSG Fürstenwalde schließlich ab der Saison 1971/72 als SG Dynamo Fürstenwalde in der DDR-Liga spielte. Als Neugründung nahm eine SG Dynamo Ost Frankfurt den Spielbetrieb in der Kreisklasse auf.

## Sportliche Erfolge
- Fußball-Bezirksliga Frankfurt (Oder)
  - Meister: 1967
- FDGB-Bezirkspokal Frankfurt (Oder)
  - Sieger: 1957, 1968

## Namentlicher Werdegang
- 1950: SG der DVP Frankfurt
- 1952: SG Dynamo Frankfurt
- 1966: FSG Dynamo Frankfurt
- 1971: SG Dynamo Fürstenwalde

## Bekannte Spieler
- Heinz Basan
- Rainer Geserich
- Hans-Dieter Großmann
- Detlef Hindenberg
- Michael Jakob
- Erhard Kochale
- Ullrich Koinzer
- Joachim Loth
- Günter Reinke
- Christoph Ringk
- Karl Schäffner
- Werner Voigt

## Bekannte Trainer
- Werner Dürrleder